# Менабреа, Луиджи Федерико
Луиджи Федерико Менабреа (с 1875 года маркиз di Val Dora)(итал. Luigi Federico Menabrea; 4 сентября 1809 года, Шамбери, Франция — 25 мая 1896 года, Шамбери, Франция) — итальянский генерал, политик, государственный деятель, учёный, более двух лет возглавлял Совет Министров Италии.

## Биография
По профессии инженер, доктор математики. С 10 октября 1846 года — профессор теории конструкций в Университете Турина.
Принимал участие в войнах 1848—1849 и 1859 годов.
С 29 июля по 23 сентября 1848 года — первый чиновник Военного и Морского министерства.
С 23 сентября по 30 декабря 1848 года и с 30 марта 1849 года по 14 марта 1850 года — первый чиновник Министерства иностранных дел.
В 1848 году был избран депутатом.
В 1848 году — представитель правительства при временных правительствах Пармы, Пьяченцы, Модены и Реджио-Эмилии и при папской армии в Романье.
С 30 октября 1848 года по 17 декабря 1851 года и с 3 января 1858 года по июнь 1861 года — чрезвычайный член Высшего совета по вопросам образования.
С 5 января 1849 года по 1860 год — член совета инженерных войск.
В палате он был сначала членом правого центра и высказывал большое сочувствие клерикализму, потом, под влиянием Камилло Бензо ди Кавура, перешел к взглядам более либеральным, а после смерти Кавура, вместе с большинством его бывших сторонников, примкнул к «правой» партии.
В 1860 году назначен сенатором. Член финансовой комиссии (11 марта 1861 года — 21 мая 1863 года, 4 декабря 1865 года — 30 октября 1866 года, 26 января — 28 февраля 1867 года, 11 апреля 1867 года — 14 августа 1869 года, 22 декабря 1870 года — 5 ноября 1871 года, 5 декабря 1871 года — 19 октября 1873 года, 29 ноября 1873 года — 20 сентября 1874 года, 27 ноября 1874 года — 21 февраля 1876 года). Член различных комиссий по рассмотрению проектов законов об армии (8 июня 1870 года, 22 декабря 1870 года). Член комиссии по проверке полномочий новых сенаторов (4 мая 1872 года — 19 октября 1873 года, 17 ноября 1873 года — 20 сентября 1874 года, 24 ноября 1874 года — 21 февраля 1876 года).
С 7 сентября 1860 года — командующий инженерными войсками.
С 1 декабря 1860 года — почётный профессор Университета Турина.
С 21 февраля 1861 года — председатель Военно-инженерного комитета.
С 9 июня 1861 года — почётный адъютант Его Величества Короля.
С 5 декабря 1861 года по 19 марта 1874 года — член Совета Савойского военного ордена.
С 12 июня 1861 года по 3 марта 1862 года, с 22 по 25 января 1863 года — исполняющий обязанности Морского министра.
С 8 декабря 1862 года по 24 сентября 1864 года — министр общественных работ Итальянского королевства.
С 1864 года по 1873 год — провинциальный советник в Турине.
С 30 декабря 1866 года по 30 ноября 1869 года — первый адъютант Его Величества Короля.
В 1866 году — Полномочный министр Короля на подписании мирного договора с Австрией.
С 27 октября 1867 года по 11 декабря 1869 года — председатель Совета Министров Итальянского королевства. С 27 октября по 10 ноября 1867 года — Морской министр Итальянского королевства. С 27 октября 1867 года по 11 декабря 1869 года — министр иностранных дел Итальянского королевства
Он отличался сначала крайней уступчивостью по отношению к курии и Франции, и неудача гарибальдийского движения на Рим (1867) была в значительной степени делом его рук. Но именно размеры этого движения заставили его круто переменить политику, и уже 7 ноября 1867 года, через 4 дня после битвы при Ментане, Менабреа обратился к французскому правительству с нотой, в которой протестовал против поддержки светской власти пап.
С тех пор он порвал с клерикальными элементами и провел несколько законов (отмена для семинаристов льготы по воинской повинности и др.), решительно враждебных курии. В 1869 г. министерство Менабреа уступило место кабинету Ланца-Селла.
С 11 августа 1867 года — почётный член совета Савойского гражданского ордена.
С 30 ноября 1869 года — первый почётный адъютант Его Величества Короля.
В 1870—1871 годах он был посланником в Вене, в 1876—1882 годах — в Лондоне, в 1882—1892 годах — в Париже, где пользовался большими симпатиями в качестве сторонника сближения Италии с Францией.
Профессор прикладной механики и применения механики в машинах в Военной академии Турина.
С 4 декабря 1873 года по 30 ноября 1876 года — Председатель комитета по делам артиллерийского вооружения и инженерной службы.
С 1874 года — доктор на факультете физической наук, математики и естествознания Университета Турина.
С 10 января 1875 года — президент Геральдического совета.
С 26 ноября 1876 года — чрезвычайный посланник и полномочный министр первого класса.
С 5 марта 1882 года — первый почётный генерал-адъютант Его Величества Короля.
Скончался 25 мая 1896 года в Шамбери.
Государственный министр

## Дворянские титулы
- Дворянство получил 30 декабря 1843 года, за службу.
- С 9 ноября 1861 года — граф, титул присвоен Королём по собственной инициативе.
- С 28 февраля 1875 года — маркиз ди Валь Дора, титул присвоен Королём по собственной инициативе.

## Академические и иные научные степени
- Член-корреспондент Савойского Академического общества, затем Савойской Академии (22 января 1845 года)
- Член Академии наук, литературы и искусства Модены (1848 год)
- Член Национальной академии наук Турина (17 февраля 1849 года)
- Член Папской академии наук (Нуови Линчеи) (1 января 1850 года)
- Член-корреспондент Академии деи Линчеи в Риме (11 мая 1851 года)
- Член Итальянской академии наук (8 февраля 1861 года)
- Почётный член Ломбардийского института наук и литературы (23 июня 1864 года)
- Член Венецианского института науки, литературы и искусства (21 февраля 1869 года)
- Член Национальной академии дей Линчеи в Риме (4 января 1874 года)
- Член-корреспондент Общества естественных и экономических наук в Палермо
- Член Итальянского географического общества (1869)

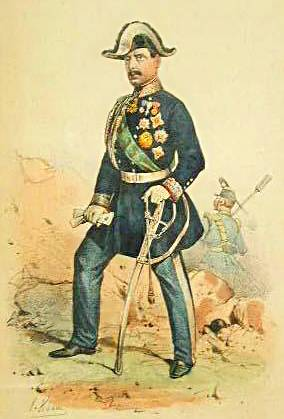
Менабреа (1861)

## Воинские звания
- Лейтенант (26 марта 1833 года)
- Капитан (13 марта 1839 года)
- Майор (26 августа 1848 года)
- Полковник (10 августа 1849 года)
- Генерал-майор (22 апреля 1859 года)
- Генерал-лейтенант (итал. Luogotenente generale) (7 сентября 1860 года)
- Генерал-лейтенант (итал. Tenente generale) (28 февраля 1875 года)

## Награды

### Награды Италии
- Высший орден Святого Благовещения (4 ноября 1866 года)
- Савойский военный орден:
  - Большой крест (1 апреля 1861 года)
  - Великий офицер (3 октября 1860 года)
  - Командор (16 января 1860 года)
  - Офицер (12 июня 1856 года)
- Орден Святых Маврикия и Лазаря:
  - Большой крест (6 октября 1866 года)
  - Великий офицер (29 декабря 1860 года)
  - Командор (10 октября 1860 года)
  - Офицер (22 сентября 1857 года)
  - Кавалер (5 июля 1848 года)
- Большой крест ордена Короны Италии (22 апреля 1868 года)
- Кавалер Савойского гражданского ордена (31 января 1857 года)
- Золотая медаль «За воинскую доблесть»
- Серебряная медаль «За воинскую доблесть»
- Маврикианская медаль
- Медаль «В память о войнах за независимость»
- Медаль «В память объединения Италии»

### Иностранные награды
- Орден Серафимов (Швеция, 20 августа 1873 года)
- Большой крест ордена Почётного легиона (Франция, 4 мая 1892 года)
- Большой крест ордена Леопольда (Бельгия, 26 ноября 1865 года)
- Большой крест ордена Данеброг (Дания, 20 октября 1865 года)
- Большой крест ордена Леопольда (Австро-Венгрия, 1 января 1867 года)
- Большой крест Королевского венгерского ордена Святого Стефана (Австро-Венгрия, 16 апреля 1875 года)
- Большой крест ордена Нишан Ифтикар (Тунис, 27 мая 1867 года)
- Большой крест ордена Спасителя (Греция, 16 декабря 1867 года)
- Большой крест ордена Башни и Меча (Португалия, 8 августа 1867 года)
- Командор 1 класса ордена Заслуг (Саксония, 25 апреля 1850 года)
- Командор ордена Святого Иосифа (Великое герцогство Тосканское, 16 октября 1849 года)
- Командор ордена Карлоса III (Испания, 10 декабря 1849 года)
- Командор ордена Христа (Португалия, 21 июня 1850 года)
- Командор ордена Почётного легиона (Франция, 12 января 1860 года)
- Офицер ордена Почётного легиона (Франция, 6 января 1851 года)

## Основные работы
- «Calcul de la densit é de la terre»
- «Nouvelle méthode pour calculer les expériences Cavendish»
- «Mouvement d’un pendule composé lorsqu’on tient compte du cylindre qui lui sert d’axe»
- «Discorso sulla vita e sulle opere di Luigi Lagrange»
- «Le génie italien dans la campagne d’Ancô ne et de la Basse-Italie 1860—61» (П., 1866)
- «République et monarchie dans l'é tat actuel de la France» (П., 1871)